# Struttura dell'Eptameron

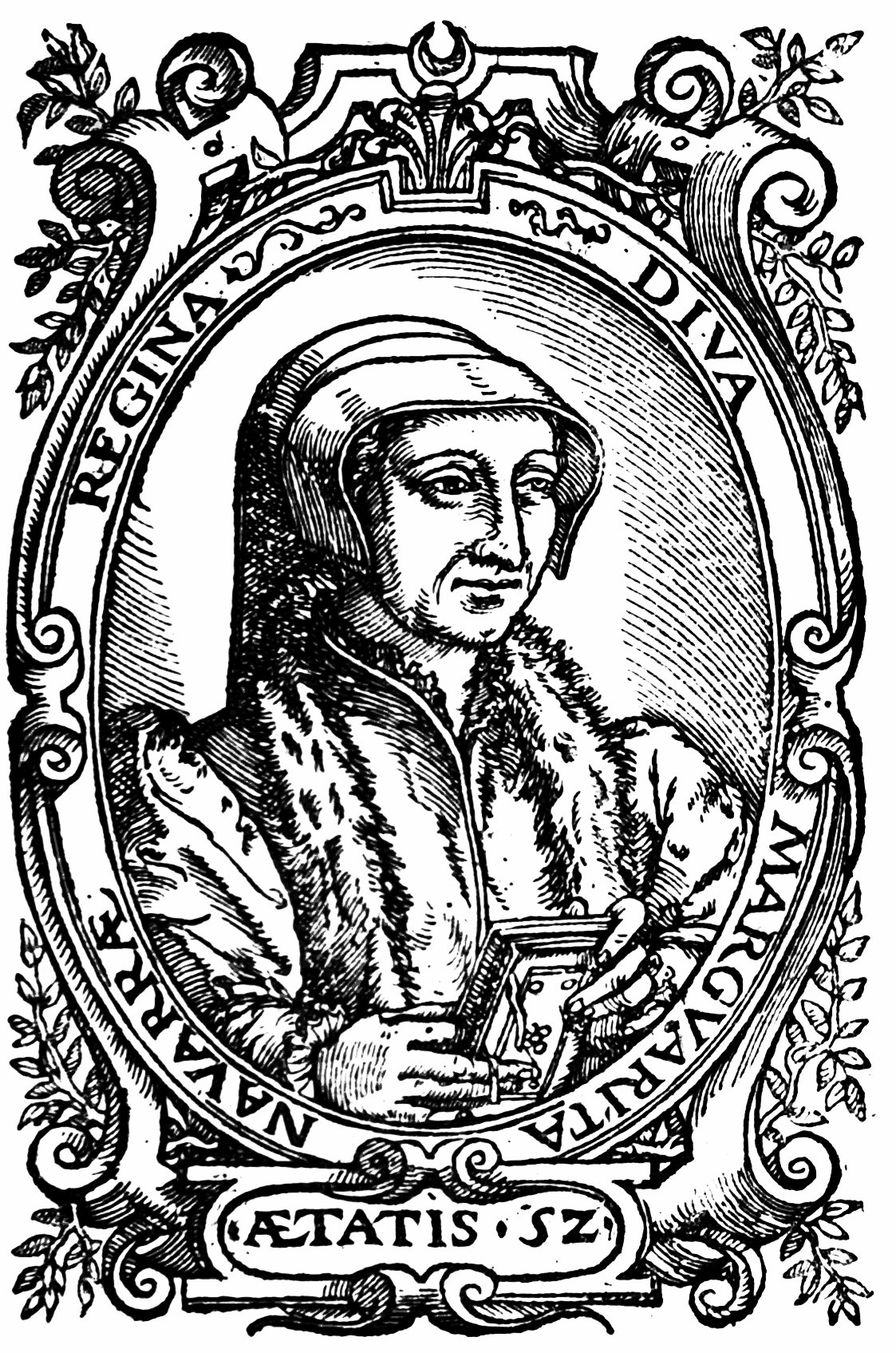
Ritratto di Margherita di Navarra, da un'edizione dell'Eptameron

La struttura dell'Eptameron, raccolta di novelle di Margherita di Navarra entro una cornice narrativa, è ricalcata su quella di altre opere analoghe apparse in precedenza come il Decameron di Giovanni Boccaccio e i Racconti di Canterbury di Geoffrey Chaucer. 
Nella cornice narrativa cinque gentildonne (Oisille, Parlamente, Ennasuite, Longarine e Nomerfide) e cinque gentiluomini (Simontault, Hircan, Dagoucin, Saffredent e Geburon), dopo essere stati ai bagni termali di Cauterets, impossibilitati a tornare a casa dalle piogge torrenziali che hanno rovinato i ponti e reso inguadabili i fiumi, s'incontrano all'abbazia di Serrance, in attesa che i ponti vengano riparati. Per passare il tempo, dopo aver assistito agli uffici divini, si ritrovano in un prato dove ognuno di loro racconta una novella ai compagni, secondo un tema prestabilito.

## Prima giornata
NOTA: I testi in corsivo sono tratti dall'edizione de L'Eptameron indicata nella Bibliografia.
Nella prima giornata si raccontano gli inganni che le donne fecero agli uomini e gli uomini a quelle.
| Narratore  | Novella | Personaggi | Luoghi citati                                                                                          |
| ---------- | --- | --- | --- |
| Simontault | 1 - La moglie di un procuratore, a lungo vagheggiata dal vescovo di Sées, lo accetta per il proprio tornaconto e, non contentandosi di lui e del marito, trova modo di avere per il proprio capriccio il figliolo del luogotenente generale d'Alençon; ma dopo qualche tempo lo dà a trucidare al marito e questi (benché ottenga remissione del delitto) è mandato poi alle galere con un negromante, certo Gallery: tutto ciò a causa della malvagia indole della moglie. | Il procuratore Sainct-Agnan, sua moglie, il vescovo di Sées Jacques de Silly, il figlio del luogotenente Du Mesnil, Gallery, la reggente Luisa di Savoia, il duca e la duchessa d'Alençon, il prevosto di Parigi Jean de La Barre | Alençon, Parigi, Inghilterra                                                                           |
| Oisille    | 2 - La moglie di un mulattiere d'Amboise vuol morire di morte crudele per mano d'un garzone piuttosto che consentire alle sue voglie disoneste. | Margherita di Navarra, un mulattiere, sua moglie, il suo stalliere e una sua fantesca. | Amboise                                                                                                |
| Saffredent | 3 - La regina di Napoli si prende vendetta dell'infedeltà di re Alfonso, suo marito, con un gentiluomo tradito dalla moglie, la quale era amante del Re; e la tresca continua per tutta la loro vita, senza che il re ne abbia verun sospetto. | il re di Napoli Alfonso il Magnanimo, sua moglie Maria di Castiglia, il gentiluomo della corte. | Napoli                                                                                                 |
| Ennasuite  | 4 - Un giovane gentiluomo, avendo adocchiata una signora della più nobil casa di Fiandra, sorella del suo Principe, vedova d'un primo e d'un secondo marito e donna di forte e risoluto carattere, vuol accertarsi se le sian gradite le sue rispettose proteste d'amore; trovando tuttavia risposta contraddicente al contegno di lei, tenta di averla con la forza; ma essa fermamente gli resiste e fingendo di non avvedersi dei segreti propositi e tentativi del gentiluomo, per consiglio della sua dama d'onore a poco a poco dimette le maniere amichevoli e liete c'era solita serbargli per il passato. Così il gentiluomo, a causa della sua follia, perde il rpivilegio ch'egli godeva più d'ogni altro d'esserle onestamente confidente ed intrinseco | Il Principe, la Principessa sua sorella, il gentiluomo, la dama d'onore della Principessa | Fiandre                                                                                                |
| Geburon    | 5 - Due frati minori di Niort, mentre traversano il fiume presso il porto di Coulon, vogliono usar violenza alla battelliera che li traghetta sull'altra riva. Ma quella, accorta e sottile di cervello, li intrattiene a parole e fingendo di concedere loro ciò che essi chiedono riesce a trarli in inganno. Li mette così nelle mani della giustizia e questa li restituisce al padre guardiano perché li punisca secondo il merito loro | I due frati minori, la battelliera, il giudice, il padre guardiano. | Niort, Coulon                                                                                          |
| Nomerfide  | 6 - Un vecchio cameriere segreto del duca d'Alençon, cieco d'un occhio, informato che sua moglie se l'intende con un giovane, volendo sapere la verità finge di andarsene per qualche giorno in campagna e ritorna poi all'improvviso, ma non tanto ch'ella non se n'accorga, sì che quegli, credendo d'ingannarla, rimane ingannato. | Il cameriere segreto, sua moglie, l'amante di lei. | Alençon                                                                                                |
| Hircan     | 7 - Con un sottile accorgimento un mercante trae in inganno una vecchia, sì che la figliola di costei può togliersi d'impaccio. | Il mercante, la giovane sua vicina, la madre di lei | Parigi                                                                                                 |
| Longarine  | 8 - Bornet, che non era solito rimeritare la moglie di tal fedeltà quale essa serbava al marito, vuol giacersi con la cameriera e dichiara perciò il suo proposito ad un compagno; il quale, sperando di ottenere la sua parte di bottino, s'adopra di tal maniera che quegli crede di starsi con la fantesca e invece si trova a giacere con la moglie e ad insaputa di questa vuol spartire col compagno il piacere che s'apparteneva a lui solo sì che, senza disonore per la moglie, mette le corna in capo a sé. | Bornet, sua moglie, Sandras, la cameriera | Alais                                                                                                  |
| Dagoncin   | 9 - Il perfetto amore che un gentiluomo nutriva per una nobile fanciulla, per esser troppo nascosto e sconosciuto, lo conduce alla morte, con grande dolore della sua adorata. | Il gentiluomo, la sua amata, la madre di lei | Delfinato, Provenza                                                                                    |
| Parlamente | 10 - Fiorinda, dopo la morte del marito e dopo aver virtuosamente resistito ad Amatore, che aveva insidiato l'onor suo fino allo stremo, fattasi monaca si ritira nel monastero del Gesù. | Fiorinda, sua madre la contessa d'Aranda, Amatore, Fortunata, Paolina, Loretta | Aranda, Saragozza, Madrid, Barcellona, Andalusia, Perpignano, Salces, Tunisi, Toledo, Cardona, Granata |

## Seconda giornata
Nella seconda giornata si ragiona di ciò che a ciascuno viene d'un tratto nella fantasia.
| Narratore  | Novella | Personaggi | Luoghi citati          |
| ---------- | --- | --- | ---------------------- |
| Nomerfide  | 11 - La signora di Roncex, trovandosi presso i frati minori di Thouars, è costretta a soddisfare di gran premura un bisogno corporale e perciò, senza badare se la latrinasia pulita, si mette a sedere in un posto così sudicio che finisce per lordarne le vesti e le natiche. E datasi a gridare al soccorso affinché qualche donna l'aiuti a pulirsi, è servita da uomini, in faccia ai quali è costretta a mostrarsi nuda e nella condizione più indecente in cui possa comparire una donna. | La signora di Roncex, la damigella di La Mothe, frati minori                                                                        | Thouars                |
| Dagoucin   | 12 - Il duca di Firenze, non avendo mai potuto far intendere ad una dama l'affetto che le portava, rivela il proprio desiderio ad un gentiluomo fratello di lei, pregandolo di ottenergli il piacer suo: e quegli, dopo parecchie rimostranze in contrario, gliene fa promessa verbale, ma l'uccide invece nel suo letto nell'istante medesimo in cui il Duca spera di ottener vittoria su colei che riteneva invincibile. E così, liberando la patria da un tal tiranno, salva la vita e l'onore della propria famiglia. | Il duca e la duchessa di Firenze, Lorenzino de' Medici, Laudomia di Piefrancesco de' Medici                                         | Firenze                |
| Parlamente | 13 - Un comandante capitano di galera, innamorato d'una gentildonna, le manda in dono un diamante. Ma essa lo rinvia alla moglie di lui e riesce a trarne tal profitto a scarico di coscienza del Capitano che, per suo merito, marito e moglie tornano in perfetta armonia. | Il gentiluomo Giovanni, sua moglie, il Capitano, il Turco, la moglie del Capitano                                                   | Marsiglia, Gerusalemme |
| Simontault | 14 - Il signor di Bonnivet, per vendicarsi della crudeltà d'una signora milanese, entra in dimestichezza d'un gentiluomo italiano, che ella ama senza ch'egli null'altro ne ottenga che buone parole e proteste d'amore E per giungere al suo fine il signor di Bonnivet gli presta il proprio consiglio con tanta opportunità che la signora concede al gentiluomo italiano ciò ch'ella aveva chiesto con tanta pervicacia. Avvertito della cosa dal gentiluomo medesimo, Bonnivet si fa tagliare i capelli e la barba e si veste con abiti simili a quelli del gentiluomo: dopo di che, verso la mezzanotte, si avvia per mandare ad effetto il proprio desiderio di vendetta. Onde avviene che la signora (dopo aver appreso da lui l'inganno inventato per piegarla ai suoi voleri) gli promette di rompere ogni legame con quelli del suo paese e di affidarsi interamente a lui. | Il Gran Maestro di Chaumont governatore di Milano, il signor di Bonnivet, la signora milanese, il gentiluomo italiano               | Milano                 |
| Longarine  | 15 - Con favore del re Francesco uno stolto gentiluomo della sua corte prende in moglie una donna fornita di ricchissima dote. Ma sia per la giovane età della sposa, sia perché il cuore del gentiluomo intende ad un altro amore, egli non si cura in alcun modo di lei; ed essa, mossa dal dispetto e vinta dalla disperazione, dopo aver cercato di compiacergli in tutte le maniere, s'avvisa di cogliere altrove il conforto dei dispiaceri sofferti in causa del marito. | Il re di Francia Francesco I, il gentiluomo, sua moglie, la favorita del re, il cavalier servente, la cameriera                     | La corte reale         |
| Geburon    | 16 - Una signora milanese, vedova d'un conte italiano, la quela aveva deliberato di non passare a seconde nozze né di consentire mai più ad altri amori, per tre anni con tanta insistenza è stretta d'assedio e vagheggiata da un gentiluomo francese, che dopo averne ottenuto molteplici prove d'amor costante, gli concede ciò che aveva tanto desiderato e reciprocamente si giurano eterna fede. | la vedova milanese, il gentiluomo francese                                                                                          | Milano                 |
| Oisille    | 17 - Il re Francesco I è consigliato di cacciare fuor del regno il conte Guglielmo, il quale, come si diceva, aveva accettato di ucciderlo per denaro. Ma il Re, senza mostrare d'aver sospettato d'alcuna cosa, riesce ad operare così accortamente che quegli decide di andarsene di sua spontanea volontà e prende congedo dal Re. | Il conte Guglielmo d'Alemagna, il re di Francia Francesco I, la regina madre Luisa di Savoia, il segretario delle finanze Robertet. | Digione                |
| Hircan     | 18 - Un gentiluomo scolare, innamorato d'una bellissima dama, per conseguire il suo fine vince l'amore e se stesso, quantunque molte occasioni si presentino bastanti a fargli dimenticare il proposito fatto. E si volgono tutte le sue pene in tal contento e in così grande ricompensa quali s'appartenevano alla sua ferma, paziente, leale e perfetta fedeltà. | Il gentiluomo e la dama | Francia                |
| Ennasuite  | 19 - Paolina ama riamata un gentiluomo di corte ma questi, in causa del divieto a lui imposto di corrispondere con lei, fattosi frate si ritira nel convento dell'Osservanza, E Paolina entra nell'ordine di Santa Chiara, mettendo in effetto il desiderio di por fine al loro amore in maniera conforme quanto all'abito, allo stato e alla forma del vivere. | Paolina, il gentiluomo, il cavaliere francese, la marchesa di Mantova Isabella d'Este                                               | Mantova                |
| Saffredent | 20 - Il signore di Riant, innamorato morto d'una vedova, avendo conosciuto in lei il contrario di ciò che egli desiderava e ch'ella spesso gli aveva fatto credere, rimane turbato a tal punto che in un istante il dispetto ha il potere di estinguere quel fuoco che né la lunghezza del tempo né altra causa avevano saputo spegnere. | Il signore di Riant, la vedova e il suo palafreniere                                                                                | Delfinato              |

## Terza giornata
Nella terza giornata si ragiona di quelle signore che nei loro affetti non ebbero altro scopo che l'onestà; e inoltre dell'ipocrisia e del maltalento dei religiosi.
| Narratore  | Novella | Personaggi | Luoghi citati                                                      |
| ---------- | --- | --- | ------------------------------------------------------------------ |
| Parlamente | 21 - Rolandina, avendo atteso il matrimonio fino all'età di trent'anni e conoscendo la negligenza del padre suo e lo scarso favore concessole dalla sua padrona, concepisce tal affetto per un gentiluomo bastardo che gli promette di sposarlo; ma il padre, avvertito della cosa, usa ogni possibile rigore perché essa s'induca a sciogliersi da quella promessa; ella persiste tuttavia nel suo affetto fino alla morte del bastardo e allorche può rendersene conto di persona, accetta di sposare un gentiluomo del suo medesimo nome e casato. | Rolandina, la regina di Francia, il gentiluomo bastardo, la governante di Rolandina, il re di Francia, lo sposo di Rolandina     | Francia, Alemagna                                                  |
| Geburon    | 22 - Suor Maria Héroët, insidiata nel suo amore da un priore di San Martino des Champs, con la grazia di Dio ottiene vittoria contro le sue insistenti tentazioni, con gran confusione del priore ed esaltazione di se medesima. | Il priore di Saint-Martin-des-Champs, suor Maria Héroët, la badessa del monastero di Gif, la signora di Vendôme, i due testimoni | Parigi, Fontevrault, Gif, La Fère, Gy, Montargis                   |
| Oisille    | 23 - Un gentiluomo di Périgord perisce miseramente con la moglie e col figlioletto in causa dell'eccessiva riverenza c'egli usa tributare all'ordine di san Francesco. | Il gentiluomo, sua moglie, il loro figlioletto, il padre spirituale del gentiluomo, il portiere, il cognato del gentiluomo       | Périgord                                                           |
| Dagoucin   | 24 - Elisor, per essersi attentato a svelare eccessivamente il proprio amore alla regina di Castiglia, è così crudelmente trattato da lei, nell'atto in cui le si dichiara, ch'essa gli reca danno e poi profitto. | Elisor, il re e la regina di Catiglia                                                                                            | Castiglia                                                          |
| Longarine  | 25 - Un giovane principe, facendo le viste di visitare il suo avvocato e di parlare dei suoi affari con lui, s'intrattiene così tranquillamente con sua mglie che ottiene da lei ciò che vuole. | L'avvocato, sua moglie, il principe, altri gentiluomini, la sorella del principe, frati                                          | Parigi                                                             |
| Saffredent | 26 - Grazie al consiglio e all'amore fraterno d'una saggia signora, il signore d'Avannes si distoglie da un folle amore che nutriva per una gentildonna che dimorava a Pamplona. | Il signore d'Avannes, la dama di Pamplona, suo marito, le serve, il re di Navarra Giovanni III                                   | Pamplona, monastero di Nostra Signora di Monserrato, Oly, Taffares |
| Ennasuite  | 27 - Un segretario, per amor disonesto ed illecito, corteggia la moglie di un suo ospite ed amico, e visto che essa mostra di prestargli di buon grado l'orecchio, si convince d'averla conquistata. Invece ella è così virtuosa che, fingendo di cedergli, delude le speranze del segretario e palesa le sue cattive intenzioni al marito. | Il cameriere segreto della principessa, sua moglie, il segretario                                                                | Amboise                                                            |
| Simontault | 28 - Con sottile accorgimento Bernardo du Ha inganna un segretario che credeva d'ingannarlo. | Il segretario Giovanni, Bernardo du Ha, la sua domestica                                                                         | Parigi, Baiona                                                     |
| Nomerfide  | 29 - un curato, che se l'intendeva con la moglie d'un contadino, sorpreso dall'improvviso ritorno di questi, trova all'instante un accorgimento per salvarsi a spese del buon uomo, che non s'accorge di nulla. | Il contadino, sua moglie, il curato                                                                                              | Maine, Carrelles                                                   |
| Hircan     | 30 - Un giovane gentiluomo, di quattordici o quindici anni d'età, credendo di giacersi con una damigella della madre, si giace con costei, la quale al termine di nove mesi su sgrava, per colpa del figlio, dando alla luce una figliola, e dodici o tredici anni dopo egli la prende in moglie senza sapere che essa è sua figlia e sorella e senza ch'ella sappia che egli è suo padre e fratello. | La vedova, suo figlio, la loro figlia, il capitano di Montesson, la regina di Navarra Caterina, il legato di Avignone            | Linguadoca, Italia, Avignone                                       |

## Quarta giornata
Nella quarta giornata si ragiona principalmente della virtuosa pazienza e della lunga aspettazione che le mogli usano per vincere i mariti; e della prudenza usata dai mariti verso le mogli al fine di conservare l'onore delle famiglie nonché quello del casato.
| Narratore  | Novella | Personaggi | Luoghi citati      |
| ---------- | --- | --- | ------------------ |
| Geburon    | 31 - Un monastero di frati minori è dato alle fiamme coi monaci che vi stanno dentro, in memoria perpetua della crudeltà perpetrata da un frate invaghitosi d'una gentildonna. | Il gentiluomo, sua moglie, il frate suo confessore, i servitori, i monaci                                           | Austria            |
| Oisille    | 32 - Bernage, avendo conosciuto con quanta sopportazione ed umiltà una giovane donna d'Alemagna si sottopone alla penitenza impostale dal marito a causa dell'incontinenza di lei, fa sì che il marito dimentichi le colpe della moglie e, riconciliatosi con lei per pietà, diventi padre di molti bei figlioli. | Bernage il signore di Sivray, il gentiluomo, sua moglie, il re di Francia Carlo VIII, il pittore Giovanni da Parigi | Amboise            |
| Simotault  | 33 - L'ipocrisia e la malvagità di un curato, che sotto il mantello della santità aveva ingravidato la sorella sua, è fatta manifesta grazie alla saggezza del conte d'Angoulême, per ordine del quale il curato vien sottoposto a giusta punizione. | Il conte Carlo d'Angoulême, il curato, sua sorella                                                                  | Cognac, Cherves    |
| Nomerfide  | 34 - Due frati minori ascoltano un colloquio segreto senza esserne stati richiesti e, mal comprendendo il linguaggio d'un beccaio, mettono a repentaglio la loro vita. | I due frati minori, il beccaio, sua moglie, il signore di Fors, la duchessa d'Angoulême Luisa di Savoia             | Niort, Fors, Grips |
| Hircan     | 35 - Il capriccio d'una gentildonna di Pamplona, la quale, reputando l'amore spirituale niente affatto pericoloso, s'era adoprata per entrare nelle grazie d'un frate minore, vien domato così opportunamente dalla presenza del marito, che questi, senza darle a vedere d'essere al corrente della faccenda, l'iduce a odiare a morte ciò che aveva amato più d'ogni altra cosa al mondo e a dedicarsi interamente a lui. | la gentildonna, suo marito, il frate minore                                                                         | Pamplona           |
| Ennasuite  | 36 - Servendosi d'un'insalata, un presidente di Grenoble trae vendetta d'un suo chierico, del quale sua moglie s'era invaghita; e così salva l'onore della famiglia. | Il presidente [del parlamento di Grenoble], sua moglie, il chierico Nicola, il servitore del presidente             | Grenoble           |
| Dagoucin   | 37 - La signora di Loué, con molta pazienza e lunga pertinacia, riesce a conquistare il marito in maniera da ritrarlo nella pessima vita ch'egli conduceva. Così possono vivere in migliore armonia di quanto avessero fatto in passato. | La signora di Loué, suo marito, la cameriera                                                                        | Loué               |
| Longarine  | 38 - Una borghese di Tours, in cambio della cattiva condotta del marito, lo compensa con tante cure che quegli, indotto a lasciare l'amante (ch'egli tranquillamente si godeva), di nuovo interamente si volge alla moglie. | La borghese, suo marito, l'amante di lui                                                                            | Tours              |
| Saffredent | 39 - Il signor di Grignols libera la casa da uno spirito che aveva tormentato sua moglie al punto che da due anni essa se ne stava lontana da lui. | Il signore di Grignols, sua moglie, la cameriera                                                                    | Grignols           |
| Parlamente | 40 - La sorella del conte di Jossebelin, dopo aver sposato un gentiluomo all'insaputa del fratello, lo perde ad opera di costui, che lo fa uccidere pur avendo più volte promesso che l'avrebbe accettato ome cognato purché fosse di un casato pari a quello di lei; onde essa, con grande rassegnazione e austerità di vita, trascorre il resto dei suoi giorni in eremitaggio.                                           | Il conte di Jossebelin, sua sorella, lo sposo di lei                                                                | Jossebelin         |

## Quinta giornata
Nella quinta giornata si tratta della virtù delle fanciulle e delle donne maritate che tennero in maggior conto il loro onore che il piacere, di quelle che fecero il contrario e della semplicità di alcune altre.
| Narratore  | Novella | Personaggi                                                                                                   | Luoghi citati   |
| ---------- | --- | --- | --------------- |
| Saffredent | 41 - La notte di Natale una fanciulla, presentatasi ad un frate minore allo scopo di confessarsi, riceve una penitenza così strana che essa, non volendo accettarla, si toglie dal confessare senza ottenere l'assoluzion: di che avvertita, la padrona di lei lofa frustare in cucina e poi lo rimanda legato e ammanettato al suo padre guardiano.' | La contessa d'Aiguemont, il padre guardiano, il frate confessore, la dama d'onore della contessa, sua figlia | Cambrai         |
| Parlamente | 42 - Un giovane principe mette tutto il suo affetto in una fanciulla, della quale nondimeno (benché sia di umile e povera condizione) egli non ottiene ciò che aveva sperato, a malgrado d'ogni sua istanza. Perciò il principe, conoscendo la virtù e l'onestà di lei, rinuncia all'intento e per tutta la vita la tiene in molta stima e le concede ogni bene, maritandola da ultimo con un suo servitore. | Il principe, Francesca, sua sorella, il Gran Cantiniere, gentiluomini al servizio del principe               | Turenna, Poitou |
| Geburon    | 43 - Giambica, preferendo la gloria mondana alla propria coscienza, vuol manifestarsi al cospetto degli uomini diversa da quella che è; ma il suo amico e servitore, scoprendo la sua ipocrisia per mezzo d'un trattino di gesso, rivela a tutti quanti la malizia ch'ella voleva ad ogni costo nascondere. | Giambica, il gentiluomo, la principessa                                                                      |                 |
| Nomerfide  | 44 - Per non aver nascosto la verità, un frate ottiene doppia elemosina dal signore di Sedan e riceve due maiali al posto di uno. | Il signore di Sedan, il frate                                                                                | Sedan           |
| Simontault | 45 - A richiesta della moglie, un tappezziere frusta, nel dì dei Santi Innocenti, la propria cameriera, con cui segretamente se l'intende; ma conduce la cosa in tal modo che le dà quanto toccherebbe all consorte, la quel per la sua dabbenaggine non s'avvede che il amrito le usi un tal torto, sebbene ne sia informata da una comare sua vicina. | Il tappezziere, sua moglie, la cameriera, la vicina                                                          | Tours           |
| Oisille    | 46 - De Valé, frate francescano, invitato a pranzo nella casa del giudice d'esenzione in Angoulême, vede che la moglie di costui, della quale si era invaghito, sta salendo in granaio senza essere accompagnata da altri e perciò la segue, credendo di poterla sorprendere sola; ma ella, allungandogli una grande pedata nel ventre, lo fa precipitare dall'alto della scala. Il frate, fuggito lontano dalla città, si rifugia presso una damigella, la quale soleva ammirare quelli del suo ordine più d'ogni altra creatura al mondo, credendo troppo scioccamente che nei frati minori si trovi una virtù più grande di quella che v'è in realtà; costei gli affuda pertanto una figliola perché voglia correggere la sua pigrizia, ma egli, invece di castigarla di quel peccato, come aveva promesso alla madre, la piega alle proprie voglie suandole violenza. | De Valé, il giudice alle esenzioni, sua moglie, la damigella, sua madre                                      | Angoulême       |
| Dagoucin   | 47 - Due gentiluomini vivono in perfetta amicizia e, fatta eccezione per la moglie, non v'è cosa ch'essi non condividano, quando colui che era sposato, senza averne motivo, comincia a sospettare del compagno; questi, pel dispetto di esser sospettato a torto, si divide dall'amico e non desiste dal proprio intento se non quando riesce a mettergli le corna davvero. | I due gentiluomini, la moglie di uno di loro                                                                 | Perche          |
| Ennasuite  | 48 - Il più vecchio e malizioso di due frati, alloggiati in un'osteria nella quale si celebrano le nozze d'una fanciulla del luogo, vedendo allontanarsi la sposa, va ad occupare il posto del marito, mentre questi si diletta a ballare con quelli della brigata. | I due frati, gli sposi, gli invitati                                                                         | Périgord        |
| Hircan     | 49 - Certi gentiluomini francesi, vedendo che il Re loro signore è molto ben ricambiato da una contessa straniera da lui amata, ardiscono parlare con lei e le pongono tale assedio che l'uno dopo l'altro ottengono soddisfazione dei loro desiderî, ritenendo ciascuno d'essere il solo a godere quel bene che invece viene equamente spartito fra tutti. Scoperta tuttavia la cosa da uno di quelli, tutti insieme complottano per vendicarsi a danno di lei; ma essa, continuando a trattarli con cortesia e a fare loro buona cera come per il passato, fa sì che volgano a loro danno quella vergogna che essi intendevano farle patire. | Il re di Francia Carlo, i gentiluomini Astillon, Valnebon e Durassier, la contessa                           | La corte reale  |
| Longarine  | 50 - Messer Gian Pietro da Cremona a lungo corteggia inutilmente una sua vicina, della quale s'era fortemente invaghito. E per distoglierne il proprio pensiero, s'allontana oer qualche tempo dalla sua vsita; onde nasce in lui una tal malinconia che i medici gli ordinano un salasso. Ma la gentildonna, che sapeva donde nascesse il suo male, credendo di salvargli la vita, affretta la sua morte accordandogli ciò che gli aveva sempre rifiutato; poi, considerando che essa ha causato la perdita d'un amante così perfetto, con un colpo di spada condivide la sorte di quell'infelice. | Gian Pietro, la sua vicina                                                                                   | Cremona         |

## Sesta giornata
Nella sesta giornata si tratta degli inganni fatti da uomo a donna, da donna a uomo, oppure da donna ad altra donna, a causa d'avarizia, di vendetta o di malizia.
| Narratore  | Novella | Personaggi | Luoghi citati           |
| ---------- | --- | --- | ----------------------- |
| Oisille    | 51 - Contrariamente alla promessa fatta alla moglie, il duca d'Urbino, non volendo che il suo figliolo si contenti d'un matrimonio poco vantaggioso, fa impiccare una damigella di Corte che si era adoperata per recapitare certe lettere del figlio alla sua innamorata. | Il duca d'Urbino, suo figlio, la sorella dell'abate di Farse da lui amata, la duchessa, la damigella al suo servizio    | Urbino                  |
| Simontault | 52 - Il garzone d'uno speziale, vedendosi seguito da un avvocato che soleva dargli la baia, vuol vendicarsi di tutte le canzonature sofferte e perciò lascia cadere dalla manica della veste uno stronzo gelato avvolto nella carta a guisa d'un pan di zucchero. L'avvocato lo raccoglie, e cacciandoselo in seno, va a mangiare all'osteria insieme con un compare; ma è costretto ad andarsene col danno e con la vergogna ch'egli credeva di fare al povero garzone. | Il signore della Tirelière, il suo amico Antonio Bacheré, il garzone dello speziale, l'ostessa.                         | Alençon                 |
| Ennasuite  | 53 - La signora di Neufchâtel, a causa delle sue finzioni, induce il principe di Belhoste a cogliere tal prova che torna a disonore di lei. | Il re di Francia Francesco I, il principe di Belhoste, sua moglie, la signora di Neufchâtel, il signore di Cheriotz     | La corte reale          |
| Saffredent | 54 - La moglie di Thogas, credendo che suo marito non pensi ad altri che a lei, non trova nulla di strano che la sua fantesca gli conceda qualche passatempo e si mette a ridere quando egli la bacia sotto i suoi stessi occhi. | Thogas, sua moglie, le due cameriere                                                                                    | Tra i Pirenei e le Alpi |
| Nomerfide  | 55 - La vedova d'un mercante mette in esecuzione il testamento del marito, interpretando le sue intenzioni a profitto proprio e dei propri figlioli. | Il mercante, sua moglie, il servo                                                                                       | Saragozza               |
| Hircan     | 56 - Una signora devota si rivolge a un frate minore per trovare, col suo consiglio, un buon marito alla propria figliola. A tal fine si dichiara disposta a fargli ottenere una dote così ricca che il bravo frate, con la speranza di tenersi il denaro destinato al genero, combina il matrimonio della figliola con un suo giovane compagno, il quale tutte le sere va a letto con la moglie e al mattino, in abito da scolare, si torna al convento. Ma un giorno la moglie, mentre egli sta cantando la Messa, lo riconosce e lo mostra alla madre, la quale non vuol credere che sia lui finché, mentre è a letto, la moglie non gli toglie di testa la cuffia e conosce della tonsura la verità e ad un tempo l'inganno del padre confessore. | La gentildonna francese, la vedova, sua figlia, il padre confessore, il frate giovane                                   | Padova                  |
| Parlamente | 57 - Un milord d'Inghilterra per sette anni ama una gentildonna senza mai osare dichiararlesi, finché un giorno, mirandola in mezzo a un prato, impallidisce e si confonde a causa d'un'improvvisa palpitazione di cuore; allora essa, richiestane da lui, per pietà del suo male pone la mano coperta da un guanto sul suo cuore e quegli ve la stringe così fortemente, mentre le rivela l'amore che per lungo tempo le aveva portato, che il guanto della gentildonna rimane al posto della mano. Ed egli poi l'arricchisce di pietre preziose e l'attacca sulla giubba, dal lato del cuiore; e mantiene costantemente il contegno d'un compito ed onesto servitore, e rinuncia per sempre a chiedere d'esser accolto con più confidente intimità  | Il re di Francia Luigi XI, il signor di Montmorency, il milord inglese, la gentildonna da lui amata                     | Inghilterra             |
| Dagoucin   | 58 - Un gentiluomo, avendo prestato troppa fiducia ad una signora c'egli aveva offesa posponendola ad altre amanti, proprio quando essa si mostrava più innamorata di lui, con un finto convegno è ingannato da lei e beffato da tutta quanta la Corte | La gentildonna, il suo amante, la signora Margherita, la duchessa di Montpensier                                        | La corte reale          |
| Longarine  | 59 - Questa medesima gentildonna, vedendo che suo marito trova sconveniente ch'essa abbia dei cavalieri coi quali usa intrattenersi mantenendo intatto l'onor suo, esercita tal sorveglianza su di lui che s'accorge ch'egli s'è incapricciato d'una sua cameriera. Guadagnatasi pertanto la fedeltà di costei, s'accorda con essa in modo che finga di concedere al marito ciò che egli le chiede, onde lo sorprende in tal fallo che per porvi rimedio è costretto a dichiararsi degno d'una punizione più grande di quella meritata da lei. Con questo accorgimento essa può vivere secondo il piacer suo. | La gentildonna, il marito, la cameriera, un valletto                                                                    | La corte reale          |
| Geburon    | 60 - Un cittadino di Parigi, per non essersi informato convenientemente della moglie (ch'egli si pensava esser morta) benché ella facesse buona cera ad un canterino del Re, sposa in seconde nozze un'altra donna, ma è costretto ad abbandonarla dopo averne avuto numerosi figlioli e dopo esser stato con lei per quattordici o quindici anni e a riprendersi la prima moglie. | Il cittadino di Parigi, la sua prima moglie, il canterino, il curato, la seconda moglie, la reggente, la regina Claudia | Parigi, Blois           |

## Settima giornata
Nella settima giornata si parla di coloro che fecero tutto il contrario di quel che dovevano o volevan fare.
| Narratore  | Novella | Personaggi | Luoghi citati                                                                                         |
| ---------- | --- | --- | --- |
| Saffredent | 61 - Un marito si riconcilia con la moglie, dopo che ella ha convissuto per quattordici o quindici anni con un canonico d'Autun. | Una donna, suo marito, il canonico, il vescovo di Autun, l'arcidiacono, vari servitori, la regina Claudia, la reggente, la duchessa d'Alençon, la cameriera Perrette | Autun                                                                                                 |
| Longarine  | 62 - Una damigella, nel raccontare ad una gentildonna una propria avventura, goffamente si contraddice, sì che il suo onore ne rimane macchiato e non riesce a ricuperarlo mai più. | La gentildonna novellatrice, la damigella, suo marito, l'amante di lei                                                                                               | |
| Dagoucin   | 63 - Il rifiuto opposto da un gentiluomo ad una galante avventura che tutti i suoi compagni avrebbero invece di buon grado accettata, gli viene ascritto a grande onore: onde sua moglie lo riama e lo stima più di quanto avesse fatto in passato. | Le quattro fanciulle (di cui due sorelle), il prevosto di Parigi, il re di Francia, i due gentiluomini di corte, il giovane signore bello ed onesto, sua moglie      | Parigi                                                                                                |
| Parlamente | 64 - Una damigella, dopo aver conservato per cinque o sei anni l'amore d'un gentiluomo, desiderando ottenere una prova decisiva, lo induce in tal disperazione ch'egli si ritira in un convento: e così la damigella, proprio quando sarebbe disposta ad accettare il suo amore, finisce per perderlo.                                                           | Il gentiluomo, la damigella, i parenti di lui, il messaggero | Valenza                                                                                               |
| Geburon    | 65 - La falsità d'un miracolo, che i preti di San Giovanni di Lione voglion tenere nascosta, è resa nota dalla sciocchezza commessa da una vecchia. | Il soldato, la vecchia | Lione                                                                                                 |
| Ennasuite  | 66 - Il signor di Vendôme e la principessa di Navarra, standosene insieme a riposare nel letto durante il pomeriggio, sono sorpresi da una vecchia fantesca, la quale li scambia per un protonotario ed una giovane donna ch'essa credeva se l'intendessero. Grazie a quell'atto di zelo, viene reso noto ai forestieri ciò che ignoravano anche quelli di casa. | Il signor di Vendôme, la principessa di Navarra sua sposa, il re e la regina di Navarra, la fantesca                                                                 | Vendôme, Guienna                                                                                      |
| Simontault | 67 - Una povera donna, per salvare la vita del marito, arrischia la propria e non lo abbandona più fino alla morte. | Il capitano Robertval, sua moglie, l'artigiano traditore, la moglie di questi, marinai                                                                               | Isola del Canadà, una piccola isola, in mezzo al mare, dove non si trovavano altro che bestie feroci. |
| Nomerfide  | 68 - La moglie d'uno speziale, vedendo che il marito la trascura, per ottenere il suo amore applica il consiglio ch'egli dà ad una comare, anch'essa trascurata dal marito. Ma non ottiene il medesimo effetto, ché anzi, invece dell'amore, ne nasce l'odio. | Lo speziale Mastro Stefano, sua moglie, la comare | Pau, Béarn                                                                                            |
| Hircan     | 69 - Una signora dimostra in tal modo la propria saggezza che, vedendo il marito intento a burattar farina vestito con gli abiti della cameriera, in attesa che questa gli conceda ciò ch'egli desidera, senz'altro ne ride allegramente, prendendosi spasso di quella sua balordaggine.                                                                         | Lo scudiero Carlo, sua moglie, la cameriera | Odos, Bigorre                                                                                         |
| Oisille    | 70 - La duchessa di Borgogna, non contentandosi dell'amore di suo marito, concepisce un disegno per ottenere l'amore d'un gentiluomo che, non potendo fargli intendere la propria affezione né con cenni né con occhiate, gliela dichiara a parole: ma non ottiene buon esito.                                                                                   | Il duca e la duchessa di Borgogna, il gentiluomo, la dama di Vergy                                                                                                   | Ducato di Borgogna, Argilly, Vergy, le terre dei Turchi                                               |

## Ottava giornata
Nella ottava giornata si tratta delle più grandi e veritiere follie che mai si possano immaginare.
| Narratore  | Novella | Personaggi                                                                      | Luoghi citati                 |
| ---------- | --- | ------------------------------------------------------------------------------- | ----------------------------- |
| Parlamente | 71 - La moglie d'un sellaio, gravemente inferma, ricupera la salute e l'uso della favella che aveva perduto da due giorni al vedere suo marito che, nel momento medesimo in cui essa sta per passare di questa vita, sul letto a lei vicino s'intrattiene troppo intimamente con la sua fantesca. | Il sellaio Brimbardier, la moglie, la cameriera                                 | Amboise                       |
| Dagoucin   | 72 - Nell'atto di esercitare l'ultima opera di misericordia e di seppellire un cadavere, un frate esercita le opere della carne su di una monaca e così l'ingravida. | Il moribondo, la monaca, il frate, la badessa, il priore, la duchessa d'Alençon | Francia, nei pressi di Parigi |

## Novelle non incluse nella prima edizione
Le seguenti novelle sono tratte dai manoscritti dell'autrice.
| Narratore      | Novella                                                                                              | Personaggi | Luoghi citati                        |
| -------------- | --- | --- | ------------------------------------ |
| non indicato   | I - Facezie d'un frate predicatore.                                                                  | Il frate, i fedeli | San Martino il Bello, Bleré, Amboise |
| Dagoucin (?)   | II - Di due amanti che astutamente godono il loro amore e del fortunato esito di questi.             | L'ufficiale di governo, suo figlio Giacomo, il mercante di panni di seta Pietro, sua moglie, sua figlia Francesca, Oliviero l'amico di Giacomo | Parigi, Provenza                     |
| Simontault (?) | III - Di un frate minore che fa una gran colpa di bastonare le loro mogli.                           | Il frate Vallés, il giovane stordito, sua moglie                                                                                               | Angoulême                            |
| non indicato   | IV - Di un indecente convito imbandito dal garzone d'uno speziale ad un avvocato e ad un gentiluomo. | L'avvocato Bacheré, il signor della Tirelière, il garzone dello speziale, l'ostessa                                                            | Alençon                              |